# Juan Fernández de Navarrete
Juan Fernández de Navarrete nazywany el Mudo (niemy) (ur. Logroño, 1526 – zm. Toledo, 28 marca 1579) – hiszpański malarz renesansowy. Był nadwornym malarzem króla Filipa II, dla którego namalował wiele dzieł przeznaczonych do bazyliki Escorialu – wznoszonego przez króla kompleksu klasztorno-pałacowego.
Przebyta w dzieciństwie chroba pozbawiła Navarrete słuchu, a także ograniczyła jego zdolność mowy i przyswajania wiedzy. W bardzo młodym wieku zaczął wyrażać swoje potrzeby poprzez wykonywane węglem szkice. Jego pierwszym nauczycielem był mnich hieronimita Vicente de Santo, a później Becerra. Wiadomo, że odwiedził Neapol, Rzym, Florencję i Mediolan. Pellegrino Tibaldi spotkał go w Rzymie w 1550 roku.